# Kanton Chabeuil
Der Kanton Chabeuil war bis 2015 ein französischer Wahlkreis im Arrondissement Valence, im Département Drôme und in der Region Rhône-Alpes; sein Hauptort war Chabeuil. Vertreter im Generalrat des Départements war zuletzt von 2004 bis 2015 Pascal Pertusa (PS).
Der zwölf Gemeinden umfassende Kanton Chabeuil hatte 21.822 Einwohner (Stand: 2015). die Fläche betrug 234,86 km².

## Gemeinden
| Gemeinde            | Einwohner Jahr | Fläche km² | Bevölkerungsdichte | Code INSEE | Postleitzahl |
| ------------------- | -------------- | ---------- | ------------------ | ---------- | ------------ |
| Barcelonne          | 348 (2013)     | 8,28       | 42 Einw./km²       | 26024      | 26120        |
| La Baume-Cornillane | 452 (2013)     | 14,42      | 31 Einw./km²       | 26032      | 26120        |
| Chabeuil            | 6.834 (2013)   | 41,07      | 166 Einw./km²      | 26064      | 26120        |
| Le Chaffal          | 48 (2013)      | 11,58      | 4 Einw./km²        | 26066      | 26190        |
| Châteaudouble       | 582 (2013)     | 17,37      | 34 Einw./km²       | 26081      | 26120        |
| Combovin            | 404 (2013)     | 35,86      | 11 Einw./km²       | 26100      | 26120        |
| Malissard           | 3.250 (2013)   | 10,17      | 320 Einw./km²      | 26170      | 26120        |
| Montélier           | 3.926 (2013)   | 24,76      | 159 Einw./km²      | 26197      | 26120        |
| Montmeyran          | 2.872 (2013)   | 24,1       | 119 Einw./km²      | 26206      | 26120        |
| Montvendre          | 1.085 (2013)   | 17,24      | 63 Einw./km²       | 26212      | 26120        |
| Peyrus              | 616 (2013)     | 10,48      | 59 Einw./km²       | 26232      | 26120        |
| Upie                | 1.532 (2013)   | 19,53      | 78 Einw./km²       | 26358      | 26120        |